# Robert Harley, 1. hrabě z Oxfordu
Robert Harley, 1. hrabě z Oxfordu (Robert Harley, 1st Earl of Oxford and of Mortimer, 1st Baron Harley of Wigmore) (5. prosince 1661, Londýn, Anglie – 21. května 1724, Londýn, Anglie) byl anglický státník, patřil k významným osobnostem anglických dějin přelomu 17. a 18. století. Během své kariéry byl předsedou Dolní sněmovny (1701–1705) a prvním ministrem (1710–1714). V roce 1711 získal titul hraběte z Oxfordu.

## Kariéra
Pocházel z venkovské šlechty, byl synem plukovníka a poslance Sira Edwarda Harleye (1624–1700). Vystudoval v Oxfordu, spolu s otcem v roce 1688 podpořil slavnou revoluci, což předurčilo jeho další kariéru. V roce 1689 byl šerifem v hrabství Radnor, v letech 1689–1710 byl členem Dolní sněmovny za stranu toryů, zastával též čestné funkce v hrabství Radnor. V letech 1701–1705 byl předsedou Dolní sněmovny, v letech 1704–1708 navíc ministrem zahraničí, z vlády odstoupil pro neshody s prvním ministrem Godolphinem ohledně vedení války v Evropě. V této době získal navíc popularitu a vliv jako novinář a publicista, v roce 1706 byl též členem komise pro sloučení Anglie a Skotska. K nejvyššímu úřadu se dostal po pádu Godolphinovy vlády s pomocí přátel královny Anny a v letech 1710–1714 byl prvním lordem pokladu (Lord High Treasurer), tj. prvním ministrem. Vrcholu popularity dosáhl po vražedném útoku, jemuž byl vystaven v roce 1711, téhož roku byl povýšen na hraběte a vstoupil do Sněmovny lordů, v roce 1712 získal Podvazkový řád, v letech 1711–1714 byl též guvernérem Jihomořské společnosti.
Z funkce prvního lorda pokladu byl odvolán v červenci 1714 a královna Anna zemřela o několik dní později, mimo jiné na následky psychického vyčerpání z neustálých konfliktů na vnitropolitické scéně. Harley jako první ministr jménem Británie ukončil válku o španělské dědictví, ale jeho neprůhledná diplomacie vedla k obvinění z velezrady a po nástupu Jiřího I. byl v letech 1715–1717 vězněn v Toweru. Po propuštění měl povoleno zasedat nadále ve Sněmovně lordů, ale jeho vliv na politiku byl již minimální. V soukromí se na svých statcích věnoval sběratelské činnosti a jeho sbírka rukopisů patří dodnes k významným fondům rukopisného oddělení Britského muzea, od roku 1712 byl též členem Královské společnosti.

## Rodina a majetkové poměry

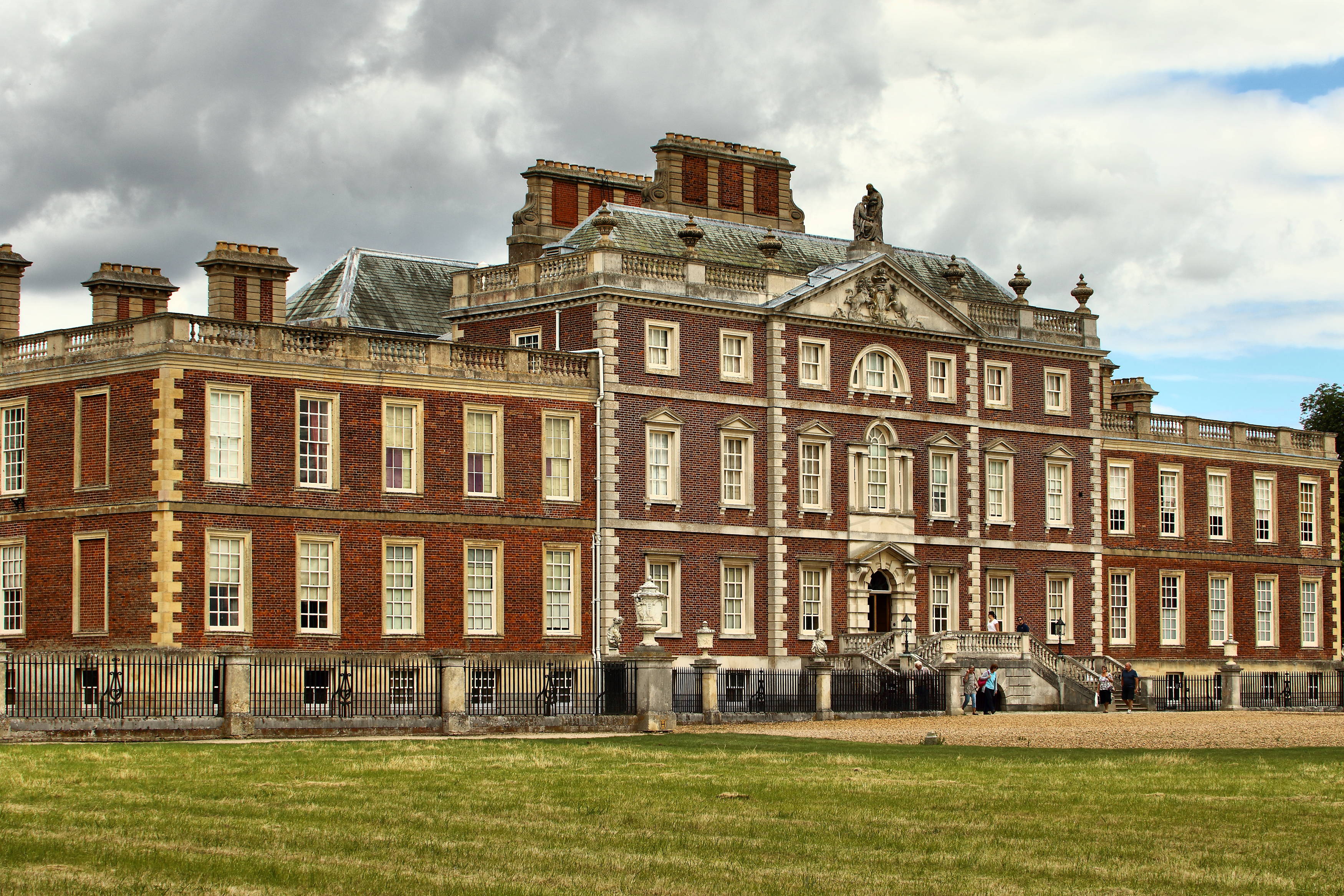
Zámek Wimpole Hall (Cambridgeshire), hlavní sídlo Harleyů

Poprvé se oženil v roce 1685 s Elizabeth Foley (1667–1691) z vlivné parlamentní rodiny, jeho druhou manželkou byla od roku 1694 Sarah Middleton (1669–1737). Z prvního manželství pocházely tři děti, dcera Abigail (1688–1750) se provdala za 8. hraběte z Kinnoullu, mladší dcera Elizabeth (1691–1713) byla manželkou 3. vévody z Leedsu. Dědicem titulů byl jediný syn Edward Harley, 2. hrabě z Oxfordu (1689–1741), který sice v mládí zasedal v Dolní sněmovně, ale politice se příliš nevěnoval. V roce 1711 byl dohodnut jeho sňatek s bohatou dědičkou Henriettou Cavendish–Holles (1693-1755), bohatou dědičkou vévody z Newcastle. Součástí dědictví bylo několik honosných sídel v různých částech Anglie, Wimpole Hall (Cambridgeshire, Welbeck Abbey (Nottinghamshire) a Bolsover Castle (Derbyshire). Sňatek proběhl v roce 1713 a Edwardův otec tehdy z pozice prvního ministra doufal, že se mu podaří získat zaniklý titul vévody z Newcastle. K tomu ale nedošlo a po Harleyově pádu byl tento titul udělen rodině Pelhamů, která byl též spřízněna s vymřelým rodem Holles.
Původním sídlem rodu Harleyů byl zámek Brampton Bryan Castle (Herefordshire), po roce 1713 se 1. hrabě z Oxfordu usadil na zámku Wimpole Hall (hrabství Cambridgeshire).